# 계관산
계관산(鷄冠山)은 대한민국 경기도 가평군과 강원특별자치도 춘천시의 경계에 있는 높이 730m의 산이다.

## 같이 보기
- 한국의 산